# Personaggi di Alla ricerca della Valle Incantata

I protagonisti in una scena del primo film

La seguente è una lista dei personaggi della serie di film Alla ricerca della Valle Incantata.

## Personaggi principali

### Piedino
Piedino (Littlefoot) è un giovane Apatosaurus maschio viola, protagonista della serie. È il leader del suo piccolo gruppo di amici che comprende Tricky, una Triceratops, Ducky, una Saurolophus, Petrie, uno Pterodactylus, e Spike, uno Stegosaurus. Tuttavia, nel secondo film incontra Mordicchio, un piccolo cucciolo Tyrannosaurus rex e nella serie TV una 'Oviraptor di nome Ruby, che sempre nella serie diventeranno a loro volta parte del gruppo. È molto coraggioso e intelligente, ma idealista e di tanto in tanto ingenuo, una combinazione di tratti che solitamente lo fanno essere il primo a suggerire di partire per un'avventura. Le sue idee lo possono mettere nei guai, ma possono anche fornire soluzioni a situazioni e problemi pericolosi. Nonostante sia ancora molto giovane, Piedino fin dal primo film dimostra di possedere una notevole forza di volontà e spirito di iniziativa, oltre a provare un grande rispetto nei confronti degli adulti anche quando non gli vanno a genio. È molto legato ai suoi amici ed è profondamente affezionato ai suoi nonni, la sua unica famiglia rimastagli. Nel primo film è doppiato da Gabriel Damon, seguito da altri nove doppiatori per le produzioni successive. In italiano é stato doppiato da Rossella Acerbo nei primi cinque film, da Tatiana Dessi nel sesto e nel quattordicesimo, da Sonia Mazza nei successivi fino al 12° e da Perla Liberatori nel 13° e da Patrizia Mottola nella serie TV.

### Tricky
Tricky (Cera) è un cucciolo femmina di Triceratopo dal carattere arrogante, saccente, testardo, scontroso e altezzoso. Tuttavia sa anche essere gentile, generosa e leale. È molto più tollerante del padre nei confronti degli amici non triceratopi. Nei primi 6 film è doppiata da Monica Vulcano, dal 7° fino al 12° da Jasmine Laurenti, per poi essere ridoppiata da Monica Vulcano nel 13° e nel 14° film. Nella serie tv è doppiata di nuovo da Jasmine Laurenti.

### Ducky
Cucciolo femmina di Saurolophus, è molto dolce, vivace, simpatica e gioiosa. Sorella adottiva di Spike, che ha trovato quando era un uovo, è un membro positivo del gruppo ed è molto amica di Petrie. Nei primi 2 film è doppiata da Federica De Bortoli, mentre dal 3° al 6° da Lorenzo De Angelis. Dal 7° fino al 12° è doppiata da Debora Magnaghi. Nel 13° film e nella serie Tv è doppiata da Tosawi Piovani. Nel 14° film è doppiata da Sara Labidi.

### Petrie
Un piccolo Pteranodon ingenuo ma simpatico e di buon cuore. Nel primo film non sa ancora volare, ma impara grazie alle narici del Denti Aguzzi. Nonostante in generale si dimostri piuttosto pavido, quando i suoi amici si sono trovati in situazioni di pericolo non ha esitato a intervenire in loro aiuto. Nell'avventura nº12 si scopre che ha paura delle nuvole. Migliore amico di Ducky. È doppiato da Marco Mete nel primo, dal 2° al 6° da Mino Caprio e dal 7° fino al 12° da Davide Garbolino, per poi essere ridoppiato da Mino Caprio nel 13° film. Nella serie tv è doppiato di nuovo da Davide Garbolino, che lo ha ridoppiato anche nel 14° film.

### Spike
Cucciolo di stegosauro schivo, goloso e pigro, ma in fondo buono, parla in rare occasioni. Adottato da Ducky e dalla sua famiglia nel primo episodio quando era ancora un uovo, per lei è un fratello acquisito: è molto amico di Tippi.

### Mordicchio
Mordicchio (Chomper) è un cucciolo di Tirannosauro detto il Denti Aguzzi buono, infatti al contrario degli altri Denti Aguzzi, preferisce gli insetti. Compare in due film e nella serie TV animata, dimostra sempre un carattere buono. Ha avuto paura di perdere tutti i denti e di Doc, il sauro solitario.

### Ali
Giovane Apatosaurus femmina, compare nel quarto film, diviene amica di Piedino ma all'inizio ha paura di Tricky, Ducky, Petrie e Spike perché non sono collilunghi; alla fine diverrà loro amica.

### Ruby
Cucciolo di Oviraptor il membro più grande del gruppo, compare solo nella serie TV animata e nel quattordicesimo film, fa da baby sitter a Mordicchio; conosce ogni segreto sul Misterioso Aldilà e quando i ragazzi sono nel dubbio lei sa sempre cosa dire.

## Altri personaggi

### Nonno e Nonna Collolungo
Sono i nonni paterni di Piedino. Sono molto affezionati al loro nipote.
Nel primo film ricoprono un ruolo pressoché marginale, essendo anche privi di dialoghi. A partire dai sequel, però, acquisteranno sempre più importanza, essendo gli unici rimanenti della famiglia di Piedino, a parte il padre. Nel quarto film il nonno si ammala gravemente, e Piedino inizierà un viaggio pericoloso per salvarlo. Nel sesto, si reca a salvare Piedino nel misterioso Aldilà. Si rivelano inoltre molto saggi e preziosi consiglieri per tutti gli abitanti della Valle, in particolare per i cuccioli protagonisti.

### Topsy
È il padre di Tricky, un triceratopo dal carattere diffidente e misantropo che non vuole avere a che fare con nessuno, specialmente con gli stranieri. Ha un carattere burbero, autoritario e severo, in particolare con la figlia. Si dimostra spesso molto diffidente, malsopportando i membri di altre razze di dinosauri, specialmente i "Collilunghi". Ciononostante, accetta abbastanza volentieri che la figlia giochi con Piedino e gli altri. Nel terzo film sembra cambiare il suo carattere in meglio, al punto di decidere di smettere di essere così aggressivo con tutti. Tuttavia, nei successivi sequel, dimostra ancora il suo tipico caratteraccio. In fondo tuttavia dimostra di essere buono, altruista, coraggioso, molto affezionato alla figlia e in grado di andare d'accordo con gli altri. Nell'undicesimo film, in cui viene appellato con il nome Topsy, troverà una nuova compagna, in quanto la sua precedente famiglia, moglie e figlie (tranne Tricky), apparse nel primo film, sembrano scomparse a causa del Grande Terremoto. Dall'unione con questa nuova femmina di triceratopo nascerà un'altra figlia.

### Bron
È il padre di Piedino. Si incontra solo nel decimo film e nella serie animata, riallacciando il rapporto con il figlio.
Quando Piedino era un uovo, partì per cercare un posto migliore in cui vivere, ma quando seppe della morte di mamma collolungo, andò alla ricerca del figlio. Nel viaggio creò un branco in cui lui è il capo.

### Madre di Ducky e Spike
È un Saurolophus che tiene molto ai suoi cuccioli.

### Madre di Petrie
È uno Pteranodon anche lei molto attenta ai suoi cuccioli. Nella sua famiglia ha fatto entrare Guido, un microraptor.

### Branco di Ali
Il branco, fungendo da comparsa, apparirà nel quarto film e in un episodio della serie animata. Qui, i membri del branco daranno la caccia a Mordicchio, perché esso verrà notato dalla nonna di Piedino, poiché per scherzare spaventerà Ali e un suo nuovo amico: Rhetty. Alla fine, si renderanno conto dello sbaglio.
Ali, giovane piccola del branco, farà amicizia con Piedino e inizialmente avrà molta difficoltà con il resto del gruppo, specialmente Tricky. Alla fine, capirà che non ha senso giudicare gli altri perché appartenenti a razza diverse.

### Le Facce Arcobaleno
Sono due dinosauri (precisamente dei Gallimimus) che appaiono nel settimo film per aiutare Piedino e i suoi amici alla ricerca della pietra di fuoco freddo. Ne appaiono altre nel nono,
decimo e undicesimo film.

### Nasotozzo
È un Pachyrhinosaurus. Nell'ottavo film si finge un dinosauro saggio e sapiente, famoso per i suoi viaggi. All'inizio gli adulti decidono di far istruire i loro figli grazie alla sua sapienza. In seguito si scoprirà l'imbroglio. Ma in fondo, Nasotozzo si rivela essere davvero saggio e di buon cuore, accompagnando Piedino, Tricky e Petrie nel misterioso Aldilà per trovare Ducky, affrontando anche un'albertosauro per difenderli.

### I genitori di Mordicchio
Appaiono nel secondo film e ricoprono il ruolo di anti-eroi del quinto film. Sono una coppia di tirannosauri e sono i genitori di Mordicchio. Nel secondo film attaccano Piedino, Tricky, Spike, Ducky e Petrie, perché li credono ladri dell'uovo di Mordicchio. Nel quinto film, dopo una lotta con un giganotosauro, li riconoscono come salvatori della vita di Mordicchio; infatti la mamma di Mordicchio fa un largo sorriso a Tricky. Di loro due, la mamma è marroncina e il papà è verde scuro, e tutti e due sono molto legati a Mordicchio. Alla fine sempre del quinto film abbracceranno Mordicchio con grande gioia e convinti dal figlio che Piedino e i suoi compagni sono suoi amici li accetteranno tra loro come parte della loro famiglia e saluteranno i piccoli dinosauri quando se ne vanno in groppa ad Elsie, una giovane elasmosaura che ha portato in superficie Mordicchio e Piedino quando erano finiti in acqua.

### Tria
Vecchia amica di Topsy, è un triceratopo di colore rosa. È spiritosa e molto chiacchierona. È la madre di Tricia e nuova compagna di Topsy.

### Tricia
È la figlia di Tria e Topsy. È la preferita della famiglia. All'inizio i loro genitori davano conto solo a lei e non a Tricky.

### Dinah e Dana
Due piccole Triceratopine, sono le "nipotine di Tricky", compaiono nel sesto film, sono dei combinaguai curiosissimi, parlano con un accento infantile e causano problemi alla loro "zietta".

### Tippy
Cucciolo di Stegosauro, appare nell'ottavo film, di poche parole e molto socievole, diverrà amico di Spike causando la gelosia di Ducky, a causa di una nevicata che ha colpito la valle emigra con Spike fuori dalla valle.

### Doc
Il grande collolungo solitario che salverà la vita a Piedino. Viene chiamato "Sauro Solitario", perché considerato un leggendario eroe che vaga da solo per le terre senza fissa dimora aiutando chi è in difficoltà. Doc a causa del ruolo avuto nell'uccidere il famoso Denti Aguzzi che aveva attaccato la valle in passato è immortale ma a causa di ciò è condannato a essere un ramingo in eterno in quanto sa che sopravvivrà a chi si lega motivo per cui non volendo soffrire rimane sempre solo. Diventerà l'idolo di Piedino, che tenterà di imitarlo e di essere coraggioso come lui. Alla fine dopo aver salvato Piedino da 2 Denti Aguzzi insieme al nonno di Piedino decide di andarsene nonostante Piedino lo implori di restare ma Doc gli rivela che non può restare spiegandogli la sua condizione di immortale ma che non dimenticherà mai il suo piccolo amico. Ricomparirà anche nella serie televisiva, alla ricerca di una sua vecchia fiamma. È il terrore di Mordicchio. È un Diplodocus.

### Mo
Un oftalmosauro cucciolo, giocherellone e amico di fango di Piedino che parla in terza persona, il suo primo pensiero è divertirsi e fare scherzi agli amici (qualunque sia la situazione, anche se viene separato dai suoi simili). Appare nel nono film e in un episodio della serie TV.

### Sue
Giovane collo lungo supersaurus salva Piedino da un sarcosuco: parte in viaggio con quest'ultimo e i suoi nonni. Vuole avere la confidenza con dinosauri più alti di lei.

### Shorty
Giovane brachiosaurus adottato dal padre di Piedino appare nel decimo film, esso sarà un po' bulletto con lui diventandone geloso; alla fine riconoscerà in Piedino un fratello.

### I minisauri
Piccoli mussauri, appaiono nell'undicesimo film. All'inizio creduti pericolosi, diventano amici di Piedino, i principali sono Sketter e Lizzie ed il loro capo è il Grande Papi.

### Guido
Microraptor, appare nella dodicesima avventura. Non sa di saper volare all'inizio, ma gli verrà rivelato dai suoi amici, che l'hanno visto volare mentre era sonnambulo.
Appare in un episodio della serie TV dove lui e Petrie a causa di un colpo di vento finiranno alla Roccia Nera, ma riusciranno a tornare a casa tutti e due con l'aiuto di Swooper, un dsungaripterus cieco che dopo molti anni riesce di nuovo a volare e si stabilisce nella Grande Vallata.

### Loofah, Doofah e Foobie
Sono tre beipiaosauri, un po' strampalati, che appaiono nella tredicesima avventura, chiamate anche pance gialle. La loro amicizia con Piedino sarà movimentata e piena d'insegnamenti insieme ad altri loro amici beipiaosauri.

### Il signor coda a clava
È un Ankylosaurus apparso a partire dal secondo film. Se ne vedono anche degli altri apparsi nei seguenti, ma non è noto se siano parenti o amici.

## Antagonisti

### Denti Aguzzi
Denti Aguzzi (Sharptooth) è l'antagonista principale del primo film. È un tirannosauro feroce, spietato, aggressivo, temuto, pericoloso e famelico, che nel corso del film dà una caccia spietata a Piedino e i suoi amici. Compare solo nel primo film anche se viene più volte menzionato nel corso dei sequel. In confronto agli altri Denti Aguzzi della serie, questo è noto soprattutto per aver ucciso la mamma di Piedino, per la sua forza e agilità e per essere sopravvissuto a varie situazioni mortali durante il film.
Denti Aguzzi sembra essere cieco dall'occhio destro che tiene sempre chiuso: in alcune scene del film, però (ad esempio quando si riprende dalla caduta nel burrone), l'occhio si apre. Probabilmente si è procurato l'handicap quando ha inseguito Piedino e Tricky nei rovi e quando ha infilato la testa una spina gli si è conficcata nell'occhio. Un libro per ragazzi del primo film spiega che è proprio questo il motivo per cui perseguita Piedino e i suoi compagni. Nello stesso romanzo è anche approfondita la sua personalità: se nel film è mostrato come una pura e istintiva forza della natura, nel libro è descritto come uno spietato assassino, che uccide più per divertimento che per bisogni alimentari: difatti nel libro è mostrato come, alla fine della storia, trovandosi nei pressi della Valle Incantata e avvertendo la presenza di numerosi animali, egli gioisca alla possibilità di trovare più prede possibili da uccidere. 
Sebbene che Denti Aguzzi non parli mai, i suoi ruggiti hanno la voce del doppiatore Frank Welker.

### Stessi Denti Aguzzi
Nel corso della serie di film e della serie animata e di opere derivate il termine "denti aguzzi" viene usato per indicare qualunque dinosauro carnivoro visto all'interno della saga, per questo i denti aguzzi possono appartenere a diverse specie come Tyrannosaurus (nel primo, secondo, quinto, sesto e decimo film, e nella serie animata), Velociraptor (antagonisti principali del terzo film), Giganotosaurus (antagonista principale del quinto film), allosaurus (antagonista principale del sesto film), Albertosaurus (antagonista principale dell'ottavo film), Daspletosaurus (antagonista secondario del decimo film), Utahraptor (antagonisti principali dell'undicesimo film e antagonisti secondari della serie animata), Spinosaurus (antagonista principale del dodicesimo film), Baryonyx (antagonisti principali del tredicesimo film), Carnotaurus (antagonista principale del quattordicesimo film) e Yutyrannus (antagonista secondario del quattordicesimo film). Per licenza scenica i denti aguzzi dei sequel, in confronto al Denti Aguzzi originale del primo film, sono piuttosto goffi, lenti e impacciati, e finiscono per fallire ogni loro attacco ai protagonisti, limitandosi a spaventarli e a ruggire arrabbiati quando falliscono per poi venire puntualmente sconfitti, o provocando la loro morte.

### Denti Aguzzi nuotatori
Noto anche come i Denti Aguzzi che nuotano, appaiono nel quarto, quinto, nono e decimo film, sono un Deinosuchus come una dei due antagonisti principali del quarto film, un Hydrotherosaurus (elasmosaurus) come antagonista minore del quarto film, uno squalo preistorico (Cretoxyrhina) come antagonista secondario del quinto film, un Liopleurodon come antagonista principale del nono film e un Sarcosuchus come antagonista secondario del decimo film.

### Ozzy & Strut
Sono due fratelli struziomimi, ladri di uova noti come antagonisti principali del secondo film. Ozzy, dal carattere burbero, severo e irritabile, è ossessionato dal divorare uova ed è il capo del duo. Strut, più imbranato e maldestro, è il sottomesso. Al contrario di Ozzy predilige una dieta vegetariana. Entrambi cercheranno di mangiare l'uovo di Ducky, e durante un crollo di rocce l'uovo di Duky che era stato rubato da Ozzy e Strut scappa dalle mani di Strut e l'uovo di Duky torna al suo posto nel nido della madre di Duky insieme alle altre uova. I due ruba-uova credono che gli amici di Piedino siano quelli che gli hanno rovinato la cena, non sanno però che l'uovo che si è schiuso era in realtà un uovo di Denti Aguzzi. Alla fine del film verranno inseguiti dai genitori di Mordicchio nel Misterioso Dilà.

### Hyp, Nod e Mut
Sono gli antagonisti secondari, poi antieroi, del terzo film. Hyp è un Hypsilophodon, Nod è un Nodosaurus e Mut è un Muttaburrasaurus. I tre adolescenti fanno i bulli con Piedino e i suoi amici, ma alla fine diventeranno amichevoli con loro aiutandoli a liberare l'acqua bloccata da rocce volanti e a sconfiggere un pericoloso branco di feroci denti aguzzi velociraptor. Appariranno anche in loro aiuto in un episodio della serie animata e sono inaspettatamente come dei loro amici-rivali.

### Ichy & Dil
Sono gli antagonisti principali del quarto film. Ichy è un ictiornis, che si definisce gli "occhi" del gruppo ed è lui ad individuare le prede per poi permettere a Dil di catturarle.
Dil invece è un deinosuco, che si definisce i "denti" del gruppo e pare non ci veda per niente bene. Entrambi però, per le loro incapacità, si sopportano a malapena. Nel quarto film cercano di mangiarsi Piedino e suoi amici, ma ogni loro fallimento provoca tra i due un litigio. Nell'ultimo litigio, Ichy viene lanciato via da un colpo di coda di Dil e Dil subito dopo fugge inseguito da un Elasmosaurus. Nella versione inglese Dil è una femmina, ma nel doppiaggio italiano fu cambiato in un maschio.

### Pterano
Principale antagonista, poi antieroe, del settimo film, è uno zio materno di Petrie. Molto ambiguo, disonesto e avido sia di potere che di autorità. Ciononostante è sinceramente affezionato a suo nipote e non è completamente immorale. Quando le famiglie dei protagonisti si misero in viaggio verso la valle, pretese di essere lui il capo del branco e venne seguito da alcuni dinosauri. Tuttavia li condurrà per il sentiero sbagliato e tutti loro moriranno, lasciando lui, unico superstite, tormentato dal rimorso. Così, in seguito, dopo anni di assenza, tornerà in scena per riacquistare il suo titolo, tentando di trarre potere dalla fantomatica "Pietra di Fuoco Freddo". Convinto che in tal modo riuscirà a riscattarsi. Dopo due inutili tentativi di trarre poteri dalla particolare pietra (rivelatasi un semplice meteorite), salva Piedino e i suoi amici da una seguente eruzione. Verso la fine del film, nonostante il suo pentimento, verrà bandito dalla Valle Incantata, ma, in merito al suo salvataggio, solo per cinque periodi freddi. È doppiato da Claudio Moneta

### Rinkus & Sierra
Antagonisti secondari del settimo film, sono due pterosauri due complici di Pterano, ma hanno l'aria di essere più cattivi, disonesti e assetati di potere di lui. Rinkus è un ranforinco visto stupido solo all'inizio ed è in realtà più astuto di Sierra, come dimostra il piano di Pterano per condurli alla Pietra di Fuoco Freddo in modo che possano prendere il suo potere. Sierra è un cearadattilo aggressivo e visto come un pazzo sadico. Alla fine Rinkus e Sierra, rimasti nervosamente delusi dal fatto che Pterano non sia capace di trarre poteri dalla Pietra di Fuoco Freddo, si ribellano a lui e cercano di ottenere poteri dalla roccia con sassate, ma la fanno esplodere e vengono sbalzati in aria dalla sua esplosione, morendo. Doppiati da Stefano Albertini (Rinkus) e da Diego Sabre (Sierra).

### Artiglio Rosso
Antagonista principale della serie animata, è un tirannosauro caratterizzato da una lunga e profonda cicatrice rossa sul suo volto.

### Strido & Tonfo
Antagonisti secondari della serie animata, sono due Utahraptor alleati del feroce e diabolico Artiglio Rosso.